# Maubin
Maubin är en stad i Myanmar. Den ligger i regionen Ayeyarwady, i den södra delen av landet, 300 km söder om huvudstaden Naypyidaw. Maubin ligger 11 meter över havet och folkmängden uppgår till lite mer än 40 000 invånare.

## geografi
Terrängen runt Maubin är mycket platt. Runt Maubin är det tätbefolkat, med 411 invånare per kvadratkilometer. Omgivningarna runt Maubin är en mosaik av jordbruksmark och naturlig växtlighet.

## Klimat
Savannklimat råder i trakten. Årsmedeltemperaturen i trakten är 24 °C. Den varmaste månaden är april, då medeltemperaturen är 30 °C, och den kallaste är juni, med 24 °C. Genomsnittlig årsnederbörd är 2 838 millimeter. Den regnigaste månaden är juli, med i genomsnitt 663 mm nederbörd, och den torraste är februari, med 1 mm nederbörd.